# Ruanoho decemdigitatus
Ruanoho decemdigitatus, jedna od dvije vrste riba u rodu Ruanoho porodice Tripterygiidae, red grgečki ili Perciformes koju je prvi opisao (Clarke, 1879), a sam rod opisao je Hardy, 1986.
Ruanoho decemdigitatus živi u vodama uz obale Novog Zelanda pličim od pet ili šest metara krijući se po grebenima ispod stijena. Hrani se bentičkim beskralježnjacima a naraste maksimalno do 12 centimetara. Mužjaci su sive do crne boje s crvenim perajama a ženke zelenkasto sive.
Ruanoho decemdigitatus engleski se vernakularno naziva Longfinned triplefin dok se druga vrsta u ovom rodu Ruanoho whero naziva Spectacled triplefin.